# Шерстний покрив собаки
Ше́рстний по́крив — сукупність шерсті, що покриває тіло собаки. Шерстний покрив захищає собаку від несприятливих зовнішніх умов і сприяє підтримці нормальної температури тіла.
Собаки відрізняються великою різноманітністю як типів шерстного покриву, так і забарвлень. Різні властивості шерсті обумовлені різноманіттям кліматичних умов, в яких живуть і використовуються собаки. Тип і забарвлення шерсті є важливими ознаками порід собак: окремі породи мають різну структуру шерсті з характерною для них довжиною, товщиною і формою волосся. Тип, характер оброслості та забарвлення шерсті регламентовані стандартом породи і є селекційними ознаками. Усередині породи стан шерсті у окремих особин може відрізнятися в залежності від умов утримання і здоров'я собаки. Випадання і погіршення якості шерсті може свідчити про наявність серйозних внутрішніх захворювань або про зараження собаки паразитами.
Шерстний покрив будь-якого типу потребує постійного догляду — грумінгу. Різні типи шерсті мають свої особливості догляду. Виставкові собаки вимагають професійного підходу до підготовки шерсті і створення стандартної зачіски.

## Структура шерсті собак
Див. також Анатомія і фізіологія ссавців
Шерстний покрив собаки складається з волосся трьох типів, від їх наявності, кількості та форми залежить структура вовни.
Підшерстя (пухове волосся) - коротке, тонке, шовковисте, має хвилеподібну форму, складається з лускатого і коркового шарів і не має серцевини. Утворює нижній шар вовни, прикритий іншими волоссям, і служить для зменшення тепловіддачі організму. У собак, пристосованих до утримання в холодних умовах, підшерстя густе, добре, щільно облягає все тіло собаки і не продувається вітром. Собаки південного походження, та домашні, мають рідкісне і коротке підшерстя, а у деяких порід воно взагалі відсутнє.
Головне волосся - довше підшерстя, щільно його прикриває, захищаючи його від намокання. Воно складається з трьох шарів: лускатого, коркового і серцевини. У собак теплих районів воно рівномірно покриває все тіло, щільно прилягає до корпусу, роблячи собаку гладкошерстною.

Покривне волосся - найдовше, товсте і жорстке, покриває третім шаром найбільш уразливі частини тіла собаки. Довге і густе покривне волосся захищає собаку не тільки від холоду, але і від прямих сонячних променів, які можуть викликати опіки. У великій кількості покривне волосся є в області шиї, де утворює гриву, або «комір». Проходить смугою по спині і верхній стороні хвоста. У довгошерстих собак покривне волосся утворює «начоси» на задніх сторонах передніх і задніх ніг, «штани» з задньої сторони стегон і «підвіс» на нижньому боці хвоста. У деяких порід покривне волосся утворює на морді вуса, брови і бороду.